# Лауреаты Премии Правительства Российской Федерации в области науки и техники (2001)
Лауреаты Премии Правительства Российской Федерации в области науки и техники 2001 года — перечень награждённых правительственной наградой Российской Федерации, присужденной за достижения в науке и технике в 2001 году.
По Постановлению от 10 марта 2000 года № 211 максимальный размер премий Правительства Российской Федерации в области науки и техники ограничивался в сумме 4500-кратного определённого законом минимального размера оплаты труда. Размер премии, выплачиваемой каждому лауреату, ограничивался 300-кратным определённым законом минимальным размером оплаты труда.
Лауреаты определены Постановлением Правительства от 21 марта 2002 года № 175 по предложению Совета по присуждению премий Правительства Российской Федерации в области науки и техники.

## Легенда
Приводятся данные по премированной работе; фамилии лауреатов, их должность и место работы; номер абзаца в Постановлении

## Лауреаты
| номер | Лауреаты | Премированная работа |
| ----- | --- | --- |
| 1.    | Поздышеву Эрику Николаевичу, вице-президенту — генеральному инспектору государственного предприятия «Российский государственный концерн по производству электрической и тепловой энергии на атомных станциях», руководителю работы, Басову Виктору Ивановичу, Михальчуку Александру Васильевичу, заместителям главного инженера, Ипатову Павлу Леонидовичу, директору, Игнатову Виктору Игоревичу, главному инженеру, — работникам Балаковской атомной станции — филиала того же предприятия; Аминову Рашиду Зарифовичу, доктору технических наук, руководителю государственного учреждения «Отдел энергетики Поволжья» Саратовского научного центра Российской академии наук; Васильченко Ивану Никитовичу, заместителю главного конструктора федерального государственного унитарного предприятия "Опытное конструкторское бюро «Гидропресс»; Крошилину Александру Евгеньевичу, доктору технических наук, начальнику отделения государственного предприятия «Всероссийский научно-исследовательский институт по эксплуатации атомных электростанций»; Кутюрину Геннадию Ивановичу, заместителю главного инженера федерального государственного унитарного предприятия "Научно-исследовательский, проектно-конструкторский и изыскательский институт «Атомэнергопроект»; Лунину Глебу Леонидовичу, кандидату технических наук, директору государственного научного центра Российской Федерации — государственного предприятия "Российский научный центр «Курчатовский институт» | за разработку и внедрение системы обеспечения защиты окружающей природной среды и человека при эксплуатации энергоблоков атомных станций с водо-водяными реакторами на базе Балаковской АЭС |
| 2.    | Шипилеву Станиславу Георгиевичу, старшему научному сотруднику акционерного общества «Всероссийский теплотехнический научно-исследовательский институт»; Вербицкому Валерию Львовичу, кандидату технических наук, начальнику отдела представительства Российского акционерного общества «ЕЭС России» по управлению акционерными обществами центральной части России «Центрэнерго»; Ермолову Виктору Федоровичу, заведующему отделом акционерного общества «Научно-производственное объединение по исследованию и проектированию энергетического оборудования имени И. И. Ползунова», Пермякову Владимиру Андреевичу, кандидату технических наук, заведующему сектором, Трифонову Николаю Николаевичу, кандидату технических наук, заведующему лабораторией, — работникам того же акционерного общества; Кучкову Виктору Ивановичу, главному инженеру проекта акционерного общества «Уралтеплоэлектропроект»; Ногину Валерию Ивановичу, кандидату технических наук, заместителю главного инженера акционерного общества энергетики и электрификации «Мосэнерго», Жиронкину Алексею Анатольевичу, заместителю директора Государственной районной электрической станции — 24, Катаеву Михаилу Пантелеевичу, директору той же станции, — работникам того же акционерного общества; Разогрееву Владимиру Георгиевичу, главному специалисту акционерного общества "Научно-производственное предприятие «ЮгОРГРЭС»; Семавину Владимиру Петровичу, заместителю главного инженера Кармановской государственной районной электрической станции — филиала Башкирского акционерного общества «Башкирэнерго»; Ефимочкину Геннадию Ивановичу, доктору технических наук, Шмуклеру Борису Исааковичу, кандидату технических наук (посмертно) | за научные исследования, разработку и внедрение на отечественных турбоустановках большой мощности принципиально новой тепловой схемы повышенной надежности и экономичности |
| 3.    | Зубареву Юрию Борисовичу, члену-корреспонденту Российской академии наук, директору федерального государственного унитарного предприятия «Научно-исследовательский институт радио», руководителю работы, Дотолеву Валерию Григорьевичу, начальнику лаборатории, Цирлину Игорю Самуиловичу, кандидату технических наук, заместителю директора, — работникам того же предприятия; Антонюку Борису Дмитриевичу, кандидату экономических наук, начальнику федерального государственного унитарного предприятия «Космическая связь»; Архипову Сергею Сергеевичу, кандидату экономических наук, главному редактору акционерного общества «Русское радио — Евразия», Богданову Виталию Анатольевичу, председателю совета директоров, Быкову Николаю Ивановичу, техническому директору, Кожевникову Сергею Витальевичу, продюсеру, Кулешову Михаилу Владиславовичу, генеральному директору, — работникам того же акционерного общества; Афанасьеву Григорию Анатольевичу, финансовому директору общества с ограниченной ответственностью «РМБ — лизинг»; Логинову Николаю Андреевичу, кандидату технических наук, руководителю департамента Министерства Российской Федерации по связи и информатизации, Павлову Василию Илларионовичу, руководителю департамента того же Министерства; Мусад-Заде Рафаэлю Агаджавадовичу, кандидату технических наук, генеральному директору акционерного общества «Информкосмос»; Сарьяну Вильяму Карповичу, кандидату технических наук, заместителю генерального директора акционерного общества «ТВ-Информ»; Севастьянову Олегу Владимировичу, директору представительства корпорации «МС — МАКС интернейшнл» | за создание новой общероссийской радиовещательной сети (проект « Русское радио») |
| 4.    | Андрееву Сергею Геннадьевичу, генеральному директору акционерного общества «Аби Софтвер Хаус», Анисимовичу Константину Владимировичу, директору, Зуеву Константину Алексеевичу, Шамису Александру Львовичу, кандидатам технических наук, инженерам, Терещенко Вадиму Владиславовичу, кандидату технических наук, техническому руководителю проекта, Яну Давиду Евгеньевичу, президенту, — работникам того же акционерного общества; Афанасьеву Виталию Борисовичу, заместителю директора — начальнику отдела акционерного общества «1С», Нуралиеву Борису Георгиевичу, кандидату экономических наук, директору, Нуралиеву Сергею Георгиевичу, руководителю отделения, Русанову Дмитрию Сергеевичу, Сергеевой Ксении Викторовне, Филиппову Виталию Александровичу, руководителям отделов, — работникам того же акционерного общества; Федорову Александру Рувеновичу, кандидату технических наук, ведущему научному сотруднику Российского научно-технического общества радиотехники, электроники и связи имени А. С. Попова | за цикл работ по исследованию, разработке и внедрению в отрасли экономики компьютерных технологий |
| 5.    | Басаеву Александру Сергеевичу, начальнику лаборатории Московского государственного института электронной техники (технического университета), Вернеру Виталию Дмитриевичу, доктору физико-математических наук, Ермаку Владимиру Викторовичу, кандидату технических наук, профессорам, Чаплыгину Юрию Александровичу, доктору технических наук, ректору, — работникам того же института; Гаврилову Сергею Владимировичу, Денисову Андрею Николаевичу, Кузнецову Евгению Васильевичу, начальникам лабораторий государственного научного центра Российской Федерации — государственного учреждения "Научно-производственный комплекс «Технологический центр» Московского государственного института электронной техники, Галушкову Александру Ивановичу, кандидату технических наук, Коняхину Валерию Вячеславовичу, начальникам отделов, Саурову Александру Николаевичу, доктору технических наук, директору, Шелепину Николаю Алексеевичу, кандидату технических наук, главному конструктору, — работникам того же центра; Гришину Вячеславу Юрьевичу, заместителю директора федерального государственного унитарного предприятия "Научно-исследовательский институт «Субмикрон», Сиренко Владимиру Григорьевичу, кандидату технических наук, директору того же предприятия; Тизенбергу Александру Рейнгольдовичу, начальнику дизайн-центра акционерного общества «Ангстрем» | за создание элементной базы для разработки радиоэлектронной аппаратуры нового поколения |
| 6.    | Андрееву Анатолию Федоровичу, заместителю технического директора акционерного общества «ЛОМО», Бочковской Валентине Ивановне, начальнику конструкторского отделения, Григорьеву Сергею Георгиевичу, заместителю генерального директора — техническому директору, Кобицкому Аркадию Семеновичу, генеральному директору, Кобицкому Михаилу Семеновичу, начальнику производства, Утенкову Борису Ивановичу, доктору технических наук, помощнику генерального директора, — работникам того же акционерного общества; Гарусову Александру Борисовичу, председателю Санкт-Петербургской избирательной комиссии; Журавлеву Валерию Андреевичу, кандидату технических наук, директору государственного унитарного предприятия «Научно-исследовательский институт программных средств», Петренко Алексею Михайловичу, начальнику отделения того же предприятия; Пылину Владимиру Васильевичу, доктору юридических наук, председателю избирательной комиссии Ленинградской области | за разработку и внедрение технологии автоматизированного голосования и освоение в серийном производстве сканеров избирательных бюллетеней |
| 7.    | Малышеву Юрию Николаевичу, члену-корреспонденту Российской академии наук, президенту некоммерческого партнерства «Горнопромышленники России», руководителю работы; Болмасову Николаю Никитовичу, бывшему заместителю руководителя департамента Министерства энергетики Российской Федерации, Кассихину Геннадию Александровичу, кандидату экономических наук, заместителю начальника управления, Петрову Ивану Федоровичу, бывшему начальнику отдела, — работникам того же Министерства; Бранчугову Виктору Константиновичу, кандидату технических наук, заведующему отделом федерального государственного унитарного предприятия «Центральный научно-исследовательский институт экономики и научно-технической информации угольной промышленности», Ильину Владимиру Ивановичу, кандидату технических наук, бывшему директору того же предприятия; Евстрахину Вениамину Андреевичу, доктору геолого-минералогических наук, ведущему научному сотруднику федерального государственного унитарного предприятия «Всероссийский научно-исследовательский институт экономики минерального сырья и недропользования»; Евтушенко Александру Евдокимовичу, доктору технических наук, президенту генерального комитета Межгосударственного евроазиатского объединения угля и металла; Журавлеву Владимиру Антоновичу, генеральному директору акционерного общества «Кузбасский головной институт по проектированию угледобывающих и углеперерабатывающих предприятий»; Козловскому Евгению Александровичу, доктору технических наук, заведующему кафедрой Московского государственного геологоразведочного университета имени Серго Орджоникидзе; Краеву Аркадию Григорьевичу, кандидату геолого-минералогических наук, вице-президенту акционерного общества «Международная акционерная геологическая компания»; Подоляну Всеволоду Иосифовичу, кандидату геолого-минералогических наук, главному геологу федерального государственного унитарного геологического предприятия «Дальвостуглеразведка»; Файдову Олегу Евгеньевичу, кандидату геолого-минералогических наук, заместителю директора — ученому секретарю федерального государственного унитарного предприятия «Всероссийский научно-исследовательский геологоразведочный институт угольных месторождений»; Череповскому Виктору Фомичу, доктору геолого-минералогических наук, руководителю научно-исследовательских работ по углю акционерного общества «Концерн РОССнедра»; Щадову Михаилу Ивановичу, доктору технических наук, президенту Международного горного конгресса | за анализ и оценку минерально-сырьевой базы угольной промышленности Российской Федерации |
| 8.    | Артюшину Геннадию Степановичу, кандидату технических наук, главному инженеру акционерного общества "Проектный и научно-исследовательский институт «ГазНИИпроект», Пикушу Игорю Дмитриевичу, генеральному директору того же акционерного общества; Беккеру Арнгольту Яковлевичу, президенту акционерного общества «Стройтрансгаз», Лаврентьеву Евгению Александровичу, первому вице-президенту, Лоренцу Виктору Яковлевичу, председателю правления — исполнительному директору, — работникам того же акционерного общества; Дробязко Владимиру Алексеевичу, генеральному директору общества с ограниченной ответственностью «Внештрубопроводстрой»; Иванцу Виктору Константиновичу, доктору технических наук, генеральному директору акционерного научно-проектного внедренческого общества «НГС-оргпроектэкономика»; Камышеву Михаилу Алексеевичу, кандидату технических наук, директору Центра подводных трубопроводов акционерного общества «[[Инжиниринговая нефтегазовая компания — Всероссийский научно-исследовательский институт по строительству и эксплуатации трубопроводов, объектов ТЭК]]»; Колесникову Рафаэлю Александровичу, генеральному директору акционерного общества «Строймашсервис»; Кускову Петру Трофимовичу, первому заместителю генерального директора общества с ограниченной ответственностью «ВИС — МОС», Майеру Александру Александровичу, генеральному директору, Ярошу Руслану Вячеславовичу, начальнику бурового комплекса, — работникам того же общества; Минаеву Всеволоду Иоакимовичу, доктору технических наук, генеральному директору акционерного общества "Инновационная фирма «Магма»; Парижеру Виталию Исаевичу, генеральному директору общества с ограниченной ответственностью "Инвестиционная проектно-строительная компания «НГС-Темпобур» | за разработку и внедрение новой технологии строительства нефтегазопроводов через водные преграды методом горизонтально направленного бурения |
| 9.    | Кондратьеву Ивану Александровичу, кандидату геолого-минералогических наук, заместителю генерального директора — главному геологу акционерного общества «Роснефть-Краснодарнефтегаз», Паненко Ивану Александровичу, кандидату экономических наук, генеральному директору того же акционерного общества; Бек-Назарову Виктору Вячеславовичу, заместителю директора акционерного общества "Научно-исследовательское и проектное предприятие «ИНПЕТРО», Грабчаку Павлу Ануфриевичу, кандидату технических наук, главному научному сотруднику, Кацу Рафаилу Михайловичу, кандидату технических наук, директору, — работникам того же акционерного общества; Курбанову Амирхану, доктору технических наук, советнику президента акционерного общества "Научно-технологическая компания "Российский межотраслевой научно-технический комплекс «Нефтеотдача»; Мазурову Виктору Яковлевичу, директору общества с ограниченной ответственностью «Кентойл» | за разработку и внедрение новой технологии эксплуатации сложных нефтегазовых залежей |
| 10.   | Аксенову Николаю Ивановичу, кандидату технических наук, руководителю государственного унитарного предприятия "Производственное объединение «Баррикады», руководителю работы, Бузинову Игорю Григорьевичу, заместителю генерального директора, Восходову Борису Григорьевичу, ведущему инженеру, Петунину Александру Юрьевичу, главному металлургу, — работникам того же предприятия; Дубу Владимиру Семеновичу, доктору технических наук, заведующему отделом государственного научного центра Российской Федерации — государственного предприятия «Научно-производственное объединение по технологии машиностроения», Лободе Александру Сергеевичу, кандидату технических наук, ведущему научному сотруднику того же центра; Жульеву Сергею Ивановичу, доктору технических наук, директору федерального государственного унитарного предприятия "Инженерный центр «Азот», Мазалову Александру Михайловичу, инженеру, Пакало Александру Васильевичу, кандидату технических наук, начальнику лаборатории, Сергееву Валерию Илларионовичу, кандидату технических наук, ведущему научному сотруднику, — работникам того же предприятия; Заруденскому Александру Алексеевичу, главному механику общества с ограниченной ответственностью «Астраханьгазпром»; Лякишеву Николаю Павловичу, академику, директору государственного учреждения «Институт металлургии и материаловедения имени А. А. Байкова» Российской академии наук; Пыхтарю Леониду Константиновичу, ведущему инженеру акционерного общества «Ижорские заводы»; Сиваку Борису Александровичу, кандидату технических наук, заместителю директора государственного научного центра Российской Федерации — акционерного общества "Акционерная холдинговая компания «[[Всероссийский научно-исследовательский и проектно-конструкторский институт металлургического машиностроения имени академика А. И. Целикова]]» | за создание ресурсосберегающей технологии производства кузнечных слитков и поковок на базе автоматизированного проектирования полного технологического цикла |
| 11.   | Романцеву Борису Алексеевичу, доктору технических наук, заведующему кафедрой Московского государственного института стали и сплавов (технологического университета), руководителю работы, Галкину Сергею Павловичу, доктору технических наук, Романенко Василию Павловичу, кандидату технических наук, профессорам, Михайлову Виктору Константиновичу, Харитонову Евгению Анатольевичу, кандидатам технических наук, доцентам, — работникам того же института; Гаврилову Анатолию Константиновичу, начальнику технологического бюро акционерного общества «Верхнесалдинское металлургическое производственное объединение», Душину Вадиму Сергеевичу, заместителю главного металлурга, Курочкиной Людмиле Георгиевне, руководителю группы, — работникам того же акционерного общества; Ефименко Сергею Петровичу, члену-корреспонденту Российской академии наук, заведующему лабораторией государственного учреждения «Институт металлургии и материаловедения имени А. А. Байкова» Российской академии наук; Минтаханову Михаилу Алексеевичу, кандидату технических наук, техническому директору — главному инженеру акционерного общества «Электростальский завод тяжелого машиностроения», Рябихину Николаю Павловичу, генеральному директору того же акционерного общества; Никулину Анатолию Дмитриевичу, доктору технических наук, помощнику директора — главному научному сотруднику государственного научного центра Российской Федерации — федерального государственного унитарного предприятия «Всероссийский научно-исследовательский институт неорганических материалов имени академика А. А. Бочвара»; Перешеину Владимиру Юрьевичу, главе администрации г. Глазова (Удмуртская Республика); Рождественскому Владимиру Владимировичу, генеральному директору акционерного общества «Чепецкий механический завод», Скрябину Евгению Александровичу, заместителю начальника цеха того же акционерного общества | за разработку научных основ нового процесса, создание станов радиально-сдвиговой прокатки и освоение уникальных комплексов для производства высококачественного проката ответственного назначения из титановых, циркониевых и других труднодеформируемых сплавов |
| 12.   | Дорофееву Генриху Алексеевичу, кандидату технических наук, генеральному директору общества с ограниченной ответственностью "Научно-производственное малое предприятие «Интермет-Сервис», руководителю работы, Матвееву Леониду Зосимовичу, кандидату технических наук, начальнику отдела, Совкову Дмитрию Алексеевичу, Тамбовскому Владимиру Ивановичу, заместителям генерального директора, — работникам того же общества; Афонину Серафиму Захаровичу, президенту некоммерческой организации «Союз экспортеров металлопродукции России»; Белкину Александру Сергеевичу, кандидату технических наук, заместителю генерального директора акционерного общества «Тулит»; Зинченко Сергею Дмитриевичу, кандидату технических наук, менеджеру акционерного общества «Северсталь», Логинову Валерию Николаевичу, начальнику цеха того же акционерного общества; Каменских Александру Аркадьевичу, заместителю генерального директора акционерного общества «Объединенная металлургическая компания»; Карпову Анатолию Александровичу, техническому директору акционерного общества «Чусовской металлургический завод»; Лазуткину Сергею Евгеньевичу, доктору технических наук, директору Института новой металлургической технологии государственного научного центра Российской Федерации — федерального государственного унитарного предприятия «Центральный научно-исследовательский институт чёрной металлургии имени И. П. Бардина»; Меньщикову Владимиру Дмитриевичу, генеральному директору акционерного общества "Липецкий металлургический завод «Свободный сокол»; Павлову Александру Васильевичу, кандидату технических наук, заведующему лабораторией Московского государственного института стали и сплавов (технологического университета); Шахпазову Евгению Христофоровичу, доктору технических наук, заместителю руководителя департамента Министерства промышленности, науки и технологий Российской Федерации, Шевелеву Леониду Николаевичу, доктору экономических наук, начальнику отдела того же Министерства | за разработку и освоение промышленного производства нового класса универсальных шихтовых материалов типа «синтиком» для выплавки высококачественных сталей |
| 13.   | Пустошному Александру Владимировичу, кандидату технических наук, начальнику отделения государственного научного центра Российской Федерации — федерального государственного унитарного предприятия «Центральный научно-исследовательский институт имени академика А. Н. Крылова», руководителю работы, Бушковскому Владимиру Александровичу, кандидату технических наук, Капранцеву Сергею Вячеславовичу, начальникам лабораторий, Васильеву Андрею Викторовичу, кандидату технических наук, Фроловой Ирине Геннадиевне, начальникам секторов, — работникам того же центра; Ачкинадзе Александру Шамильевичу, доктору технических наук, профессору Санкт-Петербургского государственного морского технического университета; Бубенцову Виктору Петровичу, кандидату технических наук, начальнику отдела государственного унитарного предприятия "Научно-производственное объединение «Винт»; Гирину Валентину Александровичу, начальнику технологического бюро акционерного общества «Балтийский завод», Гусеву Ростиславу Ивановичу, кандидату технических наук, первому заместителю генерального директора того же акционерного общества; Зубахину Виктору Федоровичу, кандидату технических наук, ведущему научному сотруднику 1 Центрального научно-исследовательского института Министерства обороны Российской Федерации, Яковлеву Юрию Константиновичу, кандидату технических наук, начальнику отдела того же института; Шайтанову Дмитрию Геннадьевичу, директору общества с ограниченной ответственностью «Звездочка инжиниринг»; Шорохову Николаю Александровичу, начальнику производства федерального государственного унитарного предприятия "Машиностроительное предприятие «Звездочка»; Титову Виктору Георгиевичу, кандидату технических наук (посмертно) | за разработку конверсионной технологии проектирования и изготовления гребных винтов для больших судов |
| 14.   | Булаеву Юрию Андреевичу, генеральному директору акционерного общества специального машиностроения и металлургии «Мотовилихинские заводы», руководителю работы, Стрелкову Геннадию Васильевичу, техническому директору того же акционерного общества; Белоусову Евгению Александровичу, главному специалисту акционерного общества «Экран»; Ворожцову Виктору Александровичу, начальнику цеха акционерного общества «Первый мотовилихинский завод специального машиностроения»; Жукову Валентину Георгиевичу, начальнику отдела Федерального горного и промышленного надзора России; Костину Ивану Михайловичу, генеральному директору акционерного общества «КАМАЗ»; Кременецкому Евгению Иосифовичу, кандидату технических наук, генеральному директору акционерного общества «Стрелец»; Могильникову Олегу Владимировичу, директору акционерного общества «Урал-Кран»; Ноздрачеву Александру Васильевичу, кандидату технических наук, генеральному директору Российского агентства по обычным вооружениям; Петенко Владиславу Игорьевичу, первому заместителю главы администрации г. Перми; Робозерову Николаю Васильевичу, заместителю директора — главному конструктору акционерного общества «Конструкторское бюро строительно-дорожного машиностроения»; Тимину Юрию Федоровичу, кандидату технических наук, генеральному директору акционерного общества "Научно-испытательный центр экскаваторов и кранов «Ивантеевка»; Халину Геннадию Федоровичу, заместителю директора акционерного общества «Технологический центр Мотовилихинских заводов» | за проведение исследований и создание нового поколения отечественных самоходных стреловых кранов с телескопическими стрелами на специализированных отечественных шасси с расширенными потребительскими качествами для многофункционального использования и организацию их серийного производства на основе процесса конверсии в акционерном обществе «Мотовилихинские заводы» |
| 15.   | Сущеву Сергею Петровичу, кандидату технических наук, генеральному директору общества с ограниченной ответственностью «Центр исследований экстремальных ситуаций», руководителю работы, Акатьеву Владимиру Андреевичу, кандидату технических наук, старшему научному сотруднику, Суслонову Александру Аркадьевичу, ведущему инженеру, — работникам того же общества; Белякову Виктору Николаевичу, кандидату технических наук, заведующему отделом Московского государственного технического университета имени Н. Э. Баумана, Калугину Владимиру Тимофеевичу, доктору технических наук, профессору, Масягину Александру Васильевичу, старшему научному сотруднику, — работникам того же университета, Александрову Анатолию Александровичу, директору опытного завода при том же университете; Айзатулову Рафику Сабировичу, доктору технических наук, генеральному директору акционерного общества «Западно-Сибирский металлургический комбинат»; Ахметзянову Фагиму Мунитовичу, кандидату технических наук, главному инженеру акционерного общества «Кузнецкий металлургический комбинат»; Ларионову Валерию Ивановичу, кандидату технических наук, главному научному сотруднику государственного предприятия «Всероссийский научно-исследовательский институт по проблемам гражданской обороны и чрезвычайных ситуаций», Нигметову Геннадию Максимовичу, кандидату технических наук, начальнику управления — заместителю начальника института, Шахраманьяну Михаилу Андраниковичу, доктору технических наук, начальнику института, — работникам того же предприятия; Милютину Николаю Петровичу, заместителю генерального директора — главному инженеру представительства Российского акционерного общества «ЕЭС России» по управлению акционерными обществами волжской части России «Волгаэнерго»; Семину Михаилу Сергеевичу, генеральному директору общества с ограниченной ответственностью «СобИ Видеоскан»; Ходько Александру Антоновичу, заместителю генерального директора акционерного общества "Инжиниринговая компания по теплотехническому строительству «Теплопроект» | за разработку, изготовление и внедрение оборудования и технологии для диагностики технического состояния внутренних поверхностей дымовых и вентиляционных труб промышленных предприятий без остановки технологических процессов |
| 16.   | Жирнову Александру Дмитриевичу, кандидату технических наук, начальнику научно-исследовательского отделения государственного научного центра Российской Федерации — федерального государственного унитарного предприятия «Всероссийский научно-исследовательский институт авиационных материалов», руководителю работы, Владимирскому Виктору Николаевичу, кандидату технических наук, Покровской Нине Григорьевне, начальникам секторов, Каримовой Светлане Алексеевне, Сенаторовой Ольге Григорьевне, кандидатам технических наук, начальникам лабораторий, Кондрашову Эдуарду Константиновичу, доктору технических наук, начальнику научно-исследовательского отделения, Офицеровой Маргарите Григорьевне, Павловской Татьяне Глебовне, ведущим инженерам, Прибыловой Лидии Ивановне, кандидату технических наук, бывшему заместителю начальника лаборатории, — работникам того же центра; Горлову Виктору Васильевичу, руководителю департамента Государственной службы гражданской авиации Министерства транспорта Российской Федерации; Дмитриеву Владимиру Григорьевичу, доктору технических наук, директору государственного научного центра Российской Федерации — государственного унитарного предприятия «Центральный аэрогидродинамический институт имени профессора Н. Е. Жуковского»; Лавро Николаю Александровичу, заместителю генерального конструктора акционерного общества «Таганрогский авиационный научно-технический комплекс имени Г. М. Бериева»; Миркину Илье Исааковичу, руководителю группы — ведущему инженеру-технологу акционерного общества «Туполев»; Одину Петру Федотовичу, главному металлургу акционерного общества «Воронежское акционерное самолётостроительное общество»; Филипенку Андрею Федоровичу, начальнику отдела акционерного общества «Авиационный комплекс имени С. В. Ильюшина» | за разработку и внедрение материалов, покрытий и технологических процессов, обеспечивающих комплексную противокоррозионную защиту изделий авиационной техники во всех климатических условиях в течение 30 — 35 лет |
| 17.   | Белькову Сергею Аркадьевичу, Петрову Сергею Ивановичу, Тихомирову Борису Петровичу, кандидатам физико-математических наук, ведущим научным сотрудникам федерального государственного унитарного предприятия «Российский федеральный ядерный центр — Всероссийский научно-исследовательский институт экспериментальной физики», Бессарабу Александру Владимировичу, Винокурову Олегу Александровичу, Жидкову Николаю Васильевичу, кандидатам физико-математических наук, Кочемасову Геннадию Григорьевичу, доктору физико-математических наук, начальникам отделов, Гайдашу Вадиму Алексеевичу, начальнику сектора, Гаспаряну Петросу Давидовичу, Сенику Алексею Васильевичу, кандидатам физико-математических наук, Мхитарьяну Леониду Саркисовичу, доктору физико-математических наук, начальникам лабораторий, Еременко Юрию Никитовичу, старшему научному сотруднику, Пинегину Алексею Васильевичу, начальнику группы, Рогачеву Владимиру Григорьевичу, кандидату физико-математических наук, заместителю директора, Шагалиеву Рашиту Мирзагалиевичу, доктору физико-математических наук, первому заместителю директора, — работникам того же предприятия | за разработку методов и проведение экспериментальных исследований горячей и плотной плазмы на лазерной установке «Искра-5» |
| 18.   | Губертову Арнольду Михайловичу, доктору технических наук, заместителю директора федерального государственного унитарного предприятия «Исследовательский центр имени М. В. Келдыша», Десятову Андрею Викторовичу, кандидату технических наук, Иванову Анатолию Васильевичу, кандидату физико-математических наук, начальникам отделений, Петрову Анатолию Ивановичу, кандидату технических наук, ведущему научному сотруднику, Реброву Сергею Григорьевичу, кандидату технических наук, начальнику сектора, — работникам того же предприятия; Баушеву Борису Николаевичу, кандидату технических наук, начальнику лаборатории государственного научного учреждения «[[Государственный научно-исследовательский институт прикладной механики и электродинамики Московского государственного авиационного института (технического университета)]]», Коротееву Анатолию Анатольевичу, доктору технических наук, заместителю директора того же учреждения; Герасимову Юрию Ивановичу, кандидату технических наук, ведущему научному сотруднику акционерного общества «Ракетно-космическая корпорация „Энергия“ имени С. П. Королева», Романову Сергею Юрьевичу, начальнику отделения, Соколову Борису Александровичу, доктору технических наук, заместителю генерального конструктора, — работникам того же акционерного общества; Дмитриеву Александру Сергеевичу, доктору технических наук, директору Центра высоких технологий Московского энергетического института (технического университета); Залетину Сергею Викторовичу, Падалке Геннадию Ивановичу, инструкторам — космонавтам-испытателям Российского государственного научно-исследовательского испытательного центра подготовки космонавтов имени Ю. А. Гагарина; Копяткевичу Ростиславу Михайловичу, кандидату технических наук, начальнику лаборатории федерального государственного унитарного предприятия «Центральный научно-исследовательский институт машиностроения»; Постоюку Евгению Ивановичу, начальнику отделения конструкторского бюро «Салют» федерального государственного унитарного предприятия «Государственный космический научно-производственный центр имени М. В. Хруничева» | за разработку новой методологии, научно-техническое обеспечение и проведение комплекса теплофизических экспериментов в условиях микрогравитации на орбитальной станции «Мир» и внедрение их результатов в совершенствование энергосистем на международной космической станции и космических станциях будущих поколений                                                        |
| 19.   | Халимановичу Владимиру Ивановичу, главному конструктору — начальнику отделения федерального государственного унитарного предприятия «Научно-производственное объединение прикладной механики имени академика М. Ф. Решетнева», руководителю работы, Зимину Ивану Ильичу, начальнику производства, Козловой Галине Михайловне, бывшему начальнику сектора, Курбатову Евгению Михайловичу, Подшивалову Сергею Федоровичу, начальникам секторов, Лаврову Виктору Ивановичу, начальнику отдела, Пономареву Юрию Николаевичу, ведущему инженеру-конструктору, Травкину Валерию Александровичу, начальнику цеха, Шелудько Вячеславу Григорьевичу, кандидату технических наук, заместителю генерального директора, — работникам того же предприятия; Абросимову Юрию Вячеславовичу, Баталину Николаю Николаевичу, кандидату технических наук, начальникам отделов конструкторского бюро «Салют» федерального государственного унитарного предприятия «Государственный космический научно-производственный центр имени М. В. Хруничева»; Заваруеву Владимиру Андреевичу, кандидату технических наук, доценту Московского государственного текстильного университета имени А. Н. Косыгина, Кудрявину Льву Александровичу, доктору технических наук, заведующему кафедрой того же университета; Котову Александру Николаевичу, заместителю начальника управления — начальнику отдела Российского авиационно-космического агентства; Тестоедову Николаю Алексеевичу, кандидату технических наук, исполнительному директору государственного унитарного предприятия «НПО ПМ — Развитие» | за разработку крупногабаритных бортовых и наземных антенных систем спутниковой связи и создание технологий их производства |
| 20.   | Барабанову Валерию Георгиевичу, доктору химических наук, начальнику научно-исследовательского комплекса государственного научного центра Российской Федерации — федерального государственного унитарного предприятия "Российский научный центр «Прикладная химия», руководителю работы, Гребенику Анатолию Михайловичу, главному инженеру опытного завода, Зотикову Владимиру Степановичу, доктору технических наук, начальнику лаборатории, Калининой Людмиле Борисовне, главному специалисту-технологу, Максимову Борису Николаевичу, доктору химических наук, начальнику отдела, Орлову Александру Павловичу, Трукшину Игорю Георгиевичу, кандидатам технических наук, ведущим научным сотрудникам, Хомутову Владимиру Алексеевичу, кандидату технических наук, старшему научному сотруднику, — работникам того же центра; Ильину Алексею Николаевичу, кандидату технических наук, заместителю главного инженера акционерного общества «Галоген»; Климову Стефану Алексеевичу, главному инженеру акционерного общества «Каустик»; Кутянину Леониду Ивановичу, генеральному директору волгоградского акционерного общества «Химпром»; Лейферову Семену Еремеевичу, начальнику цеха акционерного общества «Кирово-Чепецкий химический комбинат имени Б. П. Константинова»; Терещенко Геннадию Федоровичу, члену-корреспонденту Российской академии наук, заместителю Министра промышленности, науки и технологий Российской Федерации; Целикову Василию Нифантьевичу, заместителю генерального директора — исполнительному директору проектов автономной некоммерческой организации «Центр подготовки и реализации международных проектов технического содействия» | за разработку технологии производства озонобезопасных хладонов и их внедрение в промышленность |
| 21.   | Старовойтову Михаилу Карповичу, кандидату химических наук, генеральному директору акционерного общества «Волжский оргсинтез», руководителю работы, Батрину Юрию Дмитриевичу, кандидату химических наук, директору по экономике и финансам, Суханову Станиславу Владимировичу, менеджеру, — работникам того же акционерного общества; Баженову Владиславу Пантелеймоновичу, вице-президенту акционерного общества "Нефтяная компания «ЛукОйл»; Емельянову Вячеславу Евгеньевичу, доктору технических наук, заведующему лабораторией акционерного общества «Всероссийский научно-исследовательский институт по переработке нефти», Каминскому Эдуарду Феликсовичу, доктору технических наук, генеральному директору того же акционерного общества; Зязину Владимиру Анатольевичу, генеральному директору общества с ограниченной ответственностью «ЛУКОЙЛ-Волгограднефтепереработка»; Капустину Владимиру Михайловичу, доктору технических наук, вице-президенту акционерного общества «Тюменская нефтяная компания», Рудяку Константину Борисовичу, кандидату технических наук, начальнику отдела того же акционерного общества; Логинову Сергею Александровичу, директору департамента — главному инженеру акционерного общества «Рязанский нефтеперерабатывающий завод»; Митину Николаю Акиндиновичу, техническому директору акционерного общества «Пигмент»; Утробину Андрею Николаевичу, президенту акционерного общества «НПФ Технохим»; Юхневу Владимиру Анатольевичу, кандидату технических наук, генеральному директору общества с ограниченной ответственностью «ЛУКОЙЛ-Нижневолжскнефтепродукт»; Якунину Василию Афанасьевичу, генеральному директору акционерного общества «Флагман»; Мелик-Ахназарову Таляту Хосров-Оглы, кандидату технических наук (посмертно) | за разработку технологий, создание промышленного производства многофункциональных добавок и использование их в топливных композициях с целью снижения токсичных выбросов автомобильным транспортом |
| 22.   | Антоновой Наталье Михайловне, научному сотруднику федерального государственного унитарного предприятия "Электростальское научно-производственное объединение «Неорганика», Дворецкому Геннадию Владимировичу, кандидату химических наук, заместителю генерального директора, Крайновой Ольге Леонтьевне, кандидату химических наук, ведущему научному сотруднику, Макляеву Владимиру Петровичу, кандидату химических наук, начальнику лаборатории, Поляковой Галинтине Александровне, кандидату технических наук, старшему научному сотруднику, — работникам того же предприятия; Аветисову Александру Константиновичу, Дзисяку Анатолию Петровичу, кандидатам химических наук, заведующим лабораториями государственного научного центра Российской Федерации — федерального государственного унитарного предприятия «Научно-исследовательский физико-химический институт имени Л. Я. Карпова», Симонову Александру Павловичу, доктору физико-математических наук, генеральному директору того же центра; Васильеву Николаю Петровичу, кандидату технических наук, генеральному директору акционерного общества «Электростальский химико-механический завод», Романчуку Эдуарду Васильевичу, начальнику инженерно-технического центра — главному конструктору, Шеляпину Игорю Павловичу, кандидату технических наук, начальнику отдела, — работникам того же акционерного общества; Захарову Виктору Михайловичу, бывшему начальнику Службы радиационной, химической и биологической защиты Военно-Морского Флота Министерства обороны Российской Федерации | за разработку научных основ и промышленную реализацию новых ресурсосберегающих и экологически безопасных технологий регенерации и утилизации средств индивидуальной и коллективной противохимической защиты |
| 23.   | Хрипунову Егору Максимовичу, доктору ветеринарных наук, заведующему лабораторией государственного учреждения «Всероссийский научно-исследовательский институт ветеринарной вирусологии и микробиологии» Российской академии сельскохозяйственных наук, руководителю работы, Горшковой Татьяне Федоровне, Евсеевой Светлане Денисовне, кандидатам биологических наук, старшим научным сотрудникам, Жестереву Виктору Ивановичу, доктору ветеринарных наук, заместителю директора, Недосекову Виталию Владимировичу, кандидату ветеринарных наук, старшему научному сотруднику, Цыбанову Содному Жамьяновичу, доктору биологических наук, заведующему лабораторией, — работникам того же учреждения; Башмаковой Анне Павловне, кандидату биологических наук, старшему микробиологу федерального государственного унитарного предприятия «Покровский завод биопрепаратов», Сафонову Георгию Анатольевичу, члену-корреспонденту Российской академии сельскохозяйственных наук, заместителю директора того же предприятия; Груздеву Константину Николаевичу, доктору биологических наук, заведующему отделом федерального государственного учреждения «[[Всероссийский государственный научно-исследовательский институт контроля, стандартизации и сертификации ветеринарных препаратов — Центр качества ветеринарных препаратов и кормов]]»; Егорову Александру Николаевичу, кандидату биологических наук, начальнику государственного комплекса «Завидово» Федеральной службы охраны Российской Федерации, Пархомцеву Сергею Александровичу, заместителю начальника отделения, Фертикову Владимиру Ивановичу, доктору биологических наук, заместителю начальника комплекса, — работникам того же комплекса; Иванову Виктору Серафимовичу, кандидату биологических наук, заведующему отделом государственного научного учреждения «Всероссийский научно-исследовательский и технологический институт биологической промышленности» Российской академии сельскохозяйственных наук; Вишнякову Ивану Федоровичу, доктору ветеринарных наук, Кузнецову Павлу Петровичу, кандидату биологических наук (посмертно) | за исследование генетических маркеров возбудителя бешенства и разработку средств диагностики, специфической профилактики и борьбы с болезнью |
| 24.   | Ашмарину Игорю Петровичу, академику Российской академии медицинских наук, заведующему кафедрой Московского государственного университета имени М. В. Ломоносова, руководителю работы, Каменскому Андрею Александровичу, Кошелеву Владимиру Борисовичу, докторам биологических наук, профессорам, Каплану Александру Яковлевичу, доктору биологических наук, ведущему научному сотруднику, — работникам того же университета; Алфеевой Людмиле Юрьевне, руководителю группы государственного учреждения «Институт молекулярной генетики» Российской академии наук, Андреевой Людмиле Александровне, руководителю сектора, Гривенникову Игорю Анатольевичу, кандидату биологических наук, заведующему лабораторией, Левицкой Наталье Григорьевне, кандидату биологических наук, научному сотруднику, Мясоедову Николаю Федоровичу, члену-корреспонденту Российской академии наук, заведующему отделом, Неумывакину Леониду Власовичу, кандидату биологических наук, заведующему Центром термобиотехнологии и молекулярной диагностики, Пономаревой-Степной Майе Александровне, кандидату химических наук, бывшему старшему научному сотруднику, — работникам того же учреждения; Незавибатько Владимиру Николаевичу, кандидату химических наук (посмертно) | за разработку, организацию производства и внедрение в практику нового лекарственного препарата «Семакс — 0,1-процентный раствор» |
| 25.   | Григорьеву Юрию Пантелеймоновичу, члену-корреспонденту Российской академии художеств, директору государственного унитарного предприятия «Московский научно-исследовательский и проектный институт типологии, экспериментального проектирования», руководителю работы, Кану Валерию Витальевичу, Надысеву Александру Валентиновичу, руководителям мастерских, Козицыну Якову Ефимовичу, Янко Александру Эльмировичу, главным инженерам мастерских, Коноваловой Людмиле Петровне, Маклаковой Наталье Дмитриевне, главным инженерам проектов мастерских, Никитину Евгению Егоровичу, главному инженеру, Пахомову Сергею Павловичу, Цыганковой Александре Павловне, главным архитекторам проектов мастерских, — работникам того же предприятия; Копелеву Владимиру Ефимовичу, генеральному директору акционерного общества «Домостроительный комбинат N 1», Тимохину Станиславу Александровичу, заместителю генерального директора того же акционерного общества; Ресину Владимиру Иосифовичу, академику Российской академии архитектуры и строительных наук, первому заместителю мэра Москвы в правительстве Москвы; Танкуйлину Александру Николаевичу, директору Востряковского завода железобетонных конструкций акционерного общества «Домостроительный комбинат N 3»; Каменскому Феликсу Яновичу (посмертно) | за проектирование, внедрение в производство и строительство 9 — 17-этажных жилых домов модернизированных серий П44Т и П3М с усовершенствованными архитектурно-планировочными, конструктивно-технологическими решениями и высокими теплотехническими характеристиками |
| 26.   | Быстрову Игорю Георгиевичу, главному инженеру акционерного общества «Геприд»; Васильченко Николаю Афанасьевичу, заместителю директора общества с ограниченной ответственностью «Акант», Мамешину Александру Ефимовичу, директору того же общества; Красовскому Павлу Станиславовичу, кандидату технических наук, директору Института транспортного строительства Дальневосточного государственного университета путей сообщения; Кулишу Владимиру Ивановичу, доктору технических наук, заведующему кафедрой Хабаровского государственного технического университета, Судакову Владимиру Игнатьевичу, кандидату технических наук, профессору, Ярмолинскому Аполенару Ивановичу, доктору технических наук, директору Дальневосточного автодорожного института, — работникам того же университета; Матвееву Юрию Федоровичу, первому заместителю главы администрации Хабаровского края; Рожкову Александру Борисовичу, заместителю генерального директора акционерного общества энергетики и электрификации «Хабаровскэнерго» | за разработку и внедрение системы создания комплексов социально-культурных, архитектурно-градостроительных ансамблей площадей в условиях Дальнего Востока |
| 27.   | Савельевой Галине Михайловне, академику Российской академии медицинских наук, заведующей кафедрой Российского государственного медицинского университета, руководителю работы, Азиеву Олегу Владимировичу, Каппушевой Лауре Магомедовне, кандидатам медицинских наук, научным сотрудникам, Бреусенко Валентине Григорьевне, доктору медицинских наук, профессору, Штырову Сергею Вячеславовичу, кандидату медицинских наук, ведущему научному сотруднику, — работникам того же университета; Адамян Лейле Вагоевне, члену-корреспонденту Российской академии медицинских наук, руководителю отделения государственного учреждения науки «Научный центр акушерства, гинекологии и перинатологии» Российской академии медицинских наук, Волкову Николаю Ивановичу, Гаспарову Александру Сергеевичу, докторам медицинских наук, ведущим научным сотрудникам, Киселеву Станиславу Ивановичу, кандидату медицинских наук, старшему научному сотруднику, Кулакову Владимиру Ивановичу, академику Российской академии медицинских наук, директору, — работникам того же учреждения; Давыдову Александру Ильгизировичу, доктору медицинских наук, профессору Московской медицинской академии имени И. М. Сеченова, Ищенко Анатолию Ивановичу, доктору медицинских наук, руководителю отделения, Стрижакову Александру Николаевичу, академику Российской академии медицинских наук, заведующему кафедрой, — работникам той же академии; Краснопольскому Владиславу Ивановичу, члену-корреспонденту Российской академии медицинских наук, директору государственного учреждения здравоохранения «Московский областной научно-исследовательский институт акушерства и гинекологии», Попову Александру Анатольевичу, кандидату медицинских наук, заведующему отделением того же учреждения | за разработку и внедрение в практику эндоскопических методов в гинекологии |
| 28.   | Патютко Юрию Ивановичу, доктору медицинских наук, заведующему отделением государственного учреждения «Российский онкологический научный центр имени Н. Н. Блохина» Российской академии медицинских наук, руководителю работы, Долгушину Борису Ивановичу, доктору медицинских наук, руководителю отдела, Макарову Евгению Сергеевичу, кандидату медицинских наук, врачу-хирургу, Нечипаю Андрею Михайловичу, доктору медицинских наук, Файнштейну Игорю Александровичу, кандидату медицинских наук, ведущим научным сотрудникам, Нечушкину Михаилу Ивановичу, кандидату медицинских наук, заведующему отделением, — работникам того же учреждения; Вишневскому Владимиру Александровичу, Кармазановскому Григорию Григорьевичу, докторам медицинских наук, руководителям отделений государственного учреждения «Институт хирургии имени А. В. Вишневского» Российской академии медицинских наук, Гаврилину Анатолию Васильевичу, доктору медицинских наук, ведущему научному сотруднику, Кубышкину Валерию Алексеевичу, члену-корреспонденту Российской академии медицинских наук, руководителю отдела, — работникам того же учреждения; Гальперину Эдуарду Израилевичу, доктору медицинских наук, заведующему отделом Московской медицинской академии имени И. М. Сеченова, Данилову Михаилу Викторовичу, доктору медицинских наук, профессору, Кузовлеву Николаю Федоровичу, доктору медицинских наук, главному научному сотруднику, — работникам той же академии; Капранову Сергею Анатольевичу, доктору медицинских наук, ведущему научному сотруднику Российского государственного медицинского университета; Седову Арнольду Павловичу, доктору медицинских наук, руководителю Межрегионального центра Черноземья хирургии печени и поджелудочной железы государственного учреждения здравоохранения «Белгородская областная клиническая больница» | за разработку стратегии диагностики и лечения опухолей внутри- и внепеченочных желчных протоков |
| 29.   | Баранову Виктору Михайловичу, члену-корреспонденту Российской академии медицинских наук, первому заместителю директора государственного научного центра Российской Федерации — государственного учреждения «Институт медико-биологических проблем» Российской академии наук, руководителю работы, Белаковскому Марку Самуиловичу, кандидату медицинских наук, заведующему отделом, Быстрицкой Антониде Федоровне, Виноходовой Алле Геннадьевне, кандидату психологических наук, старшим научным сотрудникам, Гущину Вадиму Игоревичу, Ковачевич Ирине Васильевне, кандидатам медицинских наук, ведущим научным сотрудникам, Демину Евгению Павловичу, начальнику отдела, Лазиеву Семену Павловичу, ведущему инженеру, Степанову Вадиму Алексеевичу, заместителю начальника отдела, — работникам того же центра; Борисову Валерию Викторовичу, кандидату технических наук, заместителю директора федерального государственного унитарного предприятия «Центральный научно-исследовательский институт машиностроения»; Войткевичу Николаю Дмитриевичу, кандидату медицинских наук, руководителю департамента Министерства промышленности, науки и технологий Российской Федерации; Лящуку Борису Анатольевичу, заместителю начальника управления Российского авиационно-космического агентства; Новикову Михаилу Алексеевичу, кандидату медицинских наук (посмертно) | за разработку и практическую реализацию методологии проведения наземных экспериментов с изоляцией для совершенствования медико-биологического обеспечения длительных космических полетов |
| 30.   | Айламазяну Эдуарду Карповичу, академику Российской академии медицинских наук, директору государственного учреждения «Научно-исследовательский институт акушерства и гинекологии имени Д. О. Отта» Российской академии медицинских наук, руководителю работы, Кошелевой Нонне Георгиевне, доктору медицинских наук, ведущему научному сотруднику, Потину Владимиру Всеволодовичу, доктору медицинских наук, руководителю отдела, — работникам того же учреждения; Денисову Эдуарду Ильичу, доктору биологических наук, ведущему научному сотруднику государственного учреждения «Научно-исследовательский институт медицины труда» Российской академии медицинских наук, Сивочаловой Ольге Витальевне, доктору медицинских наук, заведующей лабораторией того же учреждения; Кожину Александру Алексеевичу, доктору медицинских наук, руководителю Центра постдипломной подготовки федерального государственного учреждения «Ростовский научно-исследовательский институт акушерства и педиатрии»; Чащину Валерию Петровичу, доктору медицинских наук, директору федерального государственного учреждения науки «Северо-западный научный центр гигиены и общественного здоровья» | за разработку и внедрение мер по охране репродуктивного здоровья женщин при воздействии вредных факторов окружающей, в том числе производственной, среды |
| 31.   | Батыгиной Татьяне Борисовне, доктору биологических наук, заведующей лабораторией государственного учреждения «Ботанический институт имени В. Л. Комарова» Российской академии наук, руководителю работы, Андроновой Елене Валентиновне, Васильевой Валентине Евстафьевне, Жинкиной Надежде Александровне, Титовой Галине Евгеньевне, кандидатам биологических наук, старшим научным сотрудникам, Брагиной Елене Александровне, младшему научному сотруднику, Жуковой Галине Яковлевне, Камелиной Ольге Петровне, Шамрову Ивану Ивановичу, докторам биологических наук, ведущим научным сотрудникам, Никитичевой Зинаиде Ивановне, кандидату биологических наук, бывшему старшему научному сотруднику, — работникам того же учреждения; Терехину Эдуарду Семеновичу, доктору биологических наук (посмертно) | за разработку теоретических и прикладных аспектов эмбриологических основ семенного размножения цветковых растений |
| 32.   | Храмцову Андрею Георгиевичу, академику Российской академии сельскохозяйственных наук, профессору-консультанту Северо-Кавказского государственного технического университета, руководителю работы, Евдокимову Ивану Алексеевичу, доктору технических наук, заведующему кафедрой, Рябцевой Светлане Андреевне, Серову Александру Владимировичу, кандидатам технических наук, доцентам, Синельникову Борису Михайловичу, доктору химических наук, ректору, — работникам того же университета; Андреенко Лилии Георгиевне, кандидату технических наук, заведующей сектором государственного научного учреждения «Научно-исследовательский институт детского питания» Российской академии сельскохозяйственных наук, Антиповой Татьяне Алексеевне, старшему научному сотруднику того же учреждения; Бурачевскому Иосифу Ивановичу, кандидату технических наук, заведующему отделом государственного научного учреждения «Всероссийский научно-исследовательский институт пищевой биотехнологии» Российской академии сельскохозяйственных наук, Полякову Виктору Антоновичу, кандидату биологических наук, директору того же учреждения; Киму Вольфраму Валентиновичу, кандидату технических наук, генеральному директору общества с ограниченной ответственностью «Фелицата холдинг», Киселеву Николаю Александровичу, президенту того же общества; Крохе Наталии Германовне, кандидату технических наук, руководителю испытательного центра «Биотест» Московского государственного университета прикладной биотехнологии; Филатову Юрию Ивановичу, кандидату технических наук, заведующему сектором государственного учреждения «Всероссийский научно-исследовательский институт молочной промышленности» Российской академии сельскохозяйственных наук, Харитонову Владимиру Дмитриевичу, академику Российской академии сельскохозяйственных наук, директору того же учреждения | за разработку научных основ технологии и организацию производства отечественного пребиотика лактулозы для продуктов функционального питания и напитков нового поколения |
| 33.   | Соболеву Игорю Андреевичу, доктору технических наук, генеральному директору Государственного унитарного предприятия города Москвы — объединённого эколого-технологического и научно-исследовательского центра по обезвреживанию радиоактивных отходов и охране окружающей среды, руководителю работы, Баринову Александру Сергеевичу, кандидату технических наук, главному инженеру — первому заместителю генерального директора, Витик Наталье Витальевне, кандидату технических наук, начальнику отдела, Дмитриеву Сергею Александровичу, доктору технических наук, первому заместителю генерального директора, Лифанову Федору Анатольевичу, доктору технических наук, заместителю генерального директора, Попкову Владимиру Николаевичу, кандидату технических наук, главному технологу опытного завода, — работникам того же предприятия; Владимирову Сергею Аркадьевичу, кандидату технических наук, ведущему научному сотруднику федерального государственного унитарного предприятия «Центральный научно-исследовательский институт машиностроения», Грибанову Виталию Федоровичу, доктору технических наук, постоянному научному консультанту, Колозезному Антону Эдуардовичу, кандидату физико-математических наук, старшему научному сотруднику, Крохину Игорю Александровичу, кандидату технических наук, заместителю начальника Центра исследований прочности — начальнику лаборатории, Паничкину Николаю Георгиевичу, кандидату физико-математических наук, заместителю директора — начальнику того же центра, Малинину Александру Андреевичу, доктору технических наук, начальнику отдела, — работникам того же предприятия; Лаверову Николаю Павловичу, академику, директору государственного учреждения «Институт геологии рудных месторождений, петрографии, минералогии и геохимии» Российской академии наук; Полуэктову Павлу Петровичу, доктору физико-математических наук, заместителю директора отделения государственного научного центра Российской Федерации — федерального государственного унитарного предприятия «Всероссийский научно-исследовательский институт неорганических материалов имени академика А. А. Бочвара»; Полякову Анатолию Сергеевичу, доктору технических наук (посмертно) | за разработку основ и создание автоматизированных технологических комплексов для надежной изоляции радиоактивных отходов низкой и средней удельной активности |
| 34.   | Андрюшину Олегу Федоровичу, доктору технических наук, заместителю директора федерального государственного унитарного предприятия "Научно-производственное предприятие «Дельта», руководителю работы; Артамонову Вячеславу Николаевичу, генеральному директору общества с ограниченной ответственностью «Дельта-АМ»; Бахмутскому Владимиру Григорьевичу, кандидату технических наук, старшему научному сотруднику федерального государственного унитарного предприятия «Государственный научно-исследовательский навигационно-гидрографический институт» Министерства обороны Российской Федерации, Неронову Николаю Николаевичу, доктору технических наук, главному научному сотруднику того же предприятия; Боброву Евгению Ивановичу, эксперту Главного управления навигации и океанографии Министерства обороны Российской Федерации, Нестерову Николаю Аркадьевичу, кандидату технических наук, начальнику отдела того же управления; Богомолову Олегу Дмитриевичу, бывшему заместителю директора федерального государственного унитарного предприятия "Центральный научно-исследовательский институт «Дельфин», Черепанову Валентину Александровичу, кандидату технических наук, начальнику отдела того же предприятия; Борисову Анатолию Васильевичу, техническому директору общества с ограниченной ответственностью «Регионстроймонтаж»; Бурлакову Вячеславу Владимировичу, кандидату технических наук, генеральному директору акционерного общества «Автотемп»; Михайлову Александру Сергеевичу, директору производственно-технической базы общества с ограниченной ответственностью «ОЛЛИ»; Поддубному Василию Васильевичу, доктору технических наук, профессору Томского государственного университета; Татаринову Павлу Аркадьевичу, начальнику отдела Министерства промышленности, науки и технологий Российской Федерации | за создание базового судового автоматизированного комплекса сбора и обработки океанографической информации и внедрение на его основе новых технологий мониторинга и картографирования параметров физических полей Мирового океана |
| 35.   | Ольшанской Ольге Михайловне, кандидату технических наук, заместителю директора — заведующей отделом федерального государственного унитарного предприятия «Центральный научно-исследовательский институт комплексной автоматизации легкой промышленности», руководителю работы, Афанасьевой Валентине Александровне, кандидату технических наук, Ивановой Валентине Николаевне, кандидату экономических наук, заместителям директора — заведующим лабораториями, Башиловой Татьяне Георгиевне, заведующей сектором, Беговатовой Светлане Яковлевне, главному дизайнеру, Грищенковой Валентине Александровне, кандидату технических наук, Игнатовой Татьяне Евгеньевне, заведующим лабораториями, Морозову Геннадию Кузьмичу, кандидату технических наук, ведущему научному сотруднику, — работникам того же предприятия; Беляковой Нине Васильевне, генеральному директору акционерного общества «Смоленская льняная мануфактура»; Донцовой Татьяне Алексеевне, главному инженеру акционерного общества "Промышленное швейное объединение «Москва»; Кистеню Анатолию Анатольевичу, кандидату технических наук, главному инженеру акционерного общества «Глуховский текстиль»; Малафееву Рудольфу Матвеевичу, доктору технических наук, генеральному директору акционерного общества «Всероссийский научно-исследовательский институт текстильного и легкого машиностроения»; Позгалеву Вячеславу Евгеньевичу, губернатору Вологодской области; Смирновой Людмиле Алексеевне, заведующей лабораторией федерального государственного унитарного предприятия «Центральный научно-исследовательский институт пленочных материалов и искусственной кожи»; Тельнову Павлу Борисовичу, генеральному директору акционерного общества «Гаврилов-Ямский льнокомбинат» | за разработку и освоение новых видов экологически чистой продукции из льна |
| 36.   | Камаеву Владимиру Дорофеевичу, доктору экономических наук, заведующему кафедрой Института международного права и экономики имени А. С. Грибоедова, руководителю работы, Абрамовой Марине Александровне, кандидату экономических наук, заведующей кафедрой, Ильчикову Михаилу Захаровичу, доктору экономических наук, президенту, Пилипенко Павлу Павловичу, кандидату технических наук, проректору, Радаеву Валерию Викторовичу, Рябушкину Борису Тимоновичу, Соколинскому Вадиму Михайловичу, Стерликову Федору Федоровичу, Чибрикову Георгию Георгиевичу, докторам экономических наук, профессорам, Тарасенко Светлане Васильевне, кандидату экономических наук, доценту, — работникам того же института; Александровой Ларисе Станиславовне, кандидату экономических наук, заведующей кафедрой Международного института экономики и права; Родионовой Валентине Георгиевне, кандидату экономических наук, доценту Московского государственного технического университета имени Н. Э. Баумана; Таранковой Ларисе Геннадиевне, кандидату экономических наук, главному научному сотруднику Научно-исследовательского института Центрального банка Российской Федерации | за учебник «Экономическая теория» (1998 год) |
| 37.   | Якушенкову Юрию Григорьевичу, доктору технических наук, декану Московского государственного университета геодезии и картографии | за учебник «Теория и расчет оптико-электронных приборов» (1999 год) |
| 38.   | Ильину Леониду Андреевичу, академику Российской академии медицинских наук, директору государственного научного центра Российской Федерации — государственного унитарного предприятия «Государственный научный центр — Институт биофизики»; Кириллову Владимиру Федоровичу, доктору медицинских наук, заведующему кафедрой Московской медицинской академии имени И. М. Сеченова; Коренкову Игорю Петровичу, доктору биологических наук, заведующему отделом Государственного унитарного предприятия города Москвы — объединённого эколого-технологического и научно-исследовательского центра по обезвреживанию радиоактивных отходов и охране окружающей среды | за учебник «Радиационная гигиена» (1999 год) |
| 39.   | Андрееву Алексею Гурьевичу, генеральному директору акционерного общества «Пермская научно-производственная приборостроительная компания», руководителю работы, Дедку Игорю Алексеевичу, инженеру-конструктору первой категории, Ермакову Владимиру Сергеевичу, исполнительному директору — заместителю генерального директора, Захарову Валерию Павловичу, заместителю директора, Каримову Фаилю Гимрановичу, Мафтеру Михаилу Борисовичу, кандидату технических наук, начальникам конструкторских бюро отдела, Морозову Виктору Александровичу, заместителю главного конструктора отдела, Палко Льву Семеновичу, начальнику отдела, Ташлыкову Владиславу Михайловичу, начальнику отделения, — работникам того же акционерного общества; Алексееву Сергею Петровичу, доктору технических наук, начальнику федерального государственного унитарного предприятия «Государственный научно-исследовательский навигационно-гидрографический институт» Министерства обороны Российской Федерации, Титлянову Владимиру Александровичу, начальнику отдела, Яценко Сергею Владимировичу, кандидату технических наук, начальнику лаборатории, — работникам того же предприятия; Вечтомову Виталию Михайловичу, Шахову Юрию Александровичу, кандидатам технических наук, начальникам лабораторий федерального государственного унитарного предприятия "Центральный научно-исследовательский институт «Дельфин»; Комарицыну Анатолию Александровичу, кандидату военных наук, начальнику Главного управления навигации и океанографии Министерства обороны Российской Федерации | за разработку и внедрение серии гирокомпасов нового поколения для высокоскоростных судов и кораблей на базе универсального динамически настраиваемого гироскопа |